# Otto Stoeckel
Otto Hermann August Stoeckel (né le 6 août 1873 à Buttelstedt, mort le 17 novembre 1958 à Berlin) est un acteur allemand.

## Biographie
Fils d'un coiffeur, il prend des cours au Théâtre national allemand et privés auprès de Dagobert Neuffer. Il joue à Hanau, Darmstadt, Fribourg-en-Brisgau, Munich, Düsseldorf, Leipzig, Dresde et au Deutsche Theater à New York.
Dans les années 1930, il joue dans les théâtres de Berlin. Après une carrière dans le cinéma muet, il devient un acteur demandé pour des rôles de personnes de plus de 60 ans. Il incarne les directeurs ou les hommes de rang, souvent de façon éphémère.
Après 1945, il est essentiellement acteur de doublage et de pièces radiophoniques, pour la RIAS ou la SFB. Il est également metteur en scène. Il est l'époux de l'actrice Eva Speyer (de).

## Filmographie

### Cinéma
- 1921 : Opfer der Liebe : Dr. jur. Harry Robertson
- 1922 : Spiel mit Menschen : Torgus
- 1923 : Der Weg zum Licht
- 1933 : Es gibt nur eine Liebe (de) : Oberregisseur
- 1934 : Abschiedswalzer (de)
- 1934 : Klein Dorrit : Merdle, sein Freund
- 1934 : Jungfrau gegen Mönch
- 1935 : Barcarolle : Verkäufer
- 1935 : Der Mann mit der Pranke : Bartosch, Betrüger
- 1935 : Königstiger : Mr. Miller
- 1935 : Sie und die Drei : Maranu
- 1936 : Familienparade : Lindström
- 1936 : Inkognito : Generaldirektor Weiner
- 1936 : L'Empereur de Californie : Bankier (en tant que Otto Stockel)
- 1936 : Laissez faire les femmes ! : Chefredakteur Manning / Editor of the Morning Post
- 1936 : Les vaincus : Polizeiinspektor Hoppe
- 1936 : Mädchenjahre einer Königin : Lord Russel
- 1936 : Schloß Vogelöd (de)
- 1936 : Stadt Anatol : Ledermann, Ölexperte
- 1937 : Sein bester Freund (de) : Kriminalkommissar
- 1937 : Le Drapeau jaune (de) : Arzt
- 1937 : Les Sept Gifles : 3. Bankdirektor
- 1937 : Die gläserne Kugel (de) : Notar
- 1938 : Fahrendes Volk (de) : Charlot
- 1938 : Fünf Millionen suchen einen Erben (de) : Arzt im Dachgarten
- 1938 : Ihr Leibhusar : Paul v. Noszty
- 1938 : In geheimer Mission : Präsident
- 1938 : Napoleon ist an allem schuld : Teilnehmer am Napoleon Kongress (non crédité)
- 1938 : L'impossible Monsieur Pitt (de) : Untersuchungsrichter
- 1939 : Retour à la vie
- 1939 : Salonwagen E 417 : Gast im 'Deutschen Kaiser'
- 1939 : Umwege zum Glück
- 1940 : Aus erster Ehe (de) : Dr. Reuter
- 1940 : Bismarck : Ministerpräsident Beust
- 1940 : Die lustigen Vagabunden : Gutsbesitzer Brencken
- 1940 : Le Prix du silence : Immerzeel sen.
- 1940 : Les trois Codonas (de) : Sheriff
- 1940 : Rote Mühle
- 1941 : Am Abend auf der Heide (de)
- 1942 : Die Entlassung : von Scholtz
- 1942 : Rembrandt
- 1943 : Le Chant de la métropole : Dr. Springer, Direktor einer Bildagentur
- 1944 : Hundstage : Hoteldirektor Salvatini
- 1945 : Das Leben geht weiter (de)
- 1948 : Das kleine Hofkonzert
- 1949 : Man spielt nicht mit der Liebe (de) : Spediteur
- 1949 : Die blauen Schwerter (de) : Graf Wartenberg
- 1950 : Das kalte Herz
- 1950 : Dr. Semmelweis (de) : Reaktionärer Arzt
- 1950 : Mathilde Möhring
- 1951 : La Hache de Wandsbek (de)
- 1955 : Dans tes bras
- 1955 : Roman d'une adolescente (Roman einer Siebzehnjährigen)
- 1957 : Les Fredaines du capitaine (de) : Kuno von Schnappwitz

### Courts-métrages
- 1933 : Der streitbare Herr Kickel : (en tant que Otto Stöckel)
- 1933 : Ein Kind ist vom Himmel gefallen
- 1934 : Besuch im Karzer
- 1934 : Das Geschäft blüht
- 1935 : Der eingebildete Kranke : (en tant que Otto Stöckel)
- 1936 : Die Hasenpforte
- 1937 : Besuch in der Abendstunde
- 1942 : Aus eins mach' vier

### Télévision

#### Téléfilms
- 1956 : Das Friedensfest : Dr. med. Fritz Scholz
- 1956 : Hurra für Gina : Ed Hoffmann
- 1957 : Das Geheimnis : William Callifer
- 1958 : Der Mann, der seinen Namen änderte (de) : Sir Ralph Whitecombe
- 1958 : Viel Lärm um nichts